# 1958年逝世人物列表
下面是1958年逝世的知名人士列表。
1958年逝世人物列表：1月 - 2月 - 3月 - 4月 - 5月 - 6月 - 7月 - 8月 - 9月 - 10月 - 11月 - 12月

## 1月

### 1日
- 愛德華·韋斯頓，美國攝影家[1]

### 7日
- 彼得鲁·格罗查，羅馬尼亞政治家，羅馬尼亞第46任總理和國家元首

### 8日
- 瑪麗·科爾特，美國建築師[2]
- 保羅·皮爾格裡姆，美國運動員

### 13日
- 傑西·拉斯基，美國電影製片人[3]
- 埃德娜·普威恩斯，美國女演員[4]

### 19日
- 坎迪多·朗登，巴西軍官

### 20日
- 阿陶爾福·阿讓塔，西班牙指揮家和鋼琴家

### 27日
- 普鲁士的奥斯卡

### 30日
- 恩斯特·海克尔，德國飛機設計師和製造商

## 2月

### 1日
- 柯林頓·戴維孫，美國物理學家，榮獲諾貝爾物理學獎。

### 6日
- 曼聯足球運動員在慕尼黑空难中喪生
  - 謝夫·班特
  - 罗杰·伯恩
  - 埃迪·科爾曼
  - 馬克·鐘斯
  - 大衛·佩吉
  - 弗蘭克·斯威夫特
  - 汤米·泰勒
  - 利亞姆·惠蘭

### 10日
- 內子赫·穆希丁，土耳其女權主義者和記者

### 11日
- 歐內斯特·瓊斯，威爾士神經學家和精神分析學家[5]

### 13日
- 克裡斯塔貝爾·潘克赫斯特，英國女權主義者[6]
- 乔治·鲁奥，法國畫家

### 21日
- 亨利克·阿克托夫斯基，波蘭科學家和探險家
- 邓肯·爱德华兹英國足球運動員，因在慕尼克空難中受傷而去世

### 27日
- 哈里·考恩，美國電影製片人

## 3月

### 1日
- 賈科莫·巴拉，義大利畫家[7]

### 6日
- 安東·萊因塔勒，奧地利政治家[8]

### 11日
- 奧勒·柯克·克利斯蒂安森，丹麥商人，樂高集團創始人[9]

### 12日
- 丹麥的英格堡公主

### 22日
- 美國電影導演邁克·托德（Mike Todd）在航空事故中

### 23日
- 弗洛里安·茲納涅茨基，波蘭哲學家和社會學家

### 28日
- W.C.漢迪，非裔美國藍調作曲家
- 查克·克萊因，美國棒球運動員（費城費城人隊）和美國職業棒球大聯盟名人堂成員

## 4月

### 2日
- 威利·馬利，蘇格蘭足球運動員和經理
- 戶田城聖，日本教育家和活動家

### 5日
- 巴伐利亞王子斐迪南

### 8日
- 阿爾西比亞德斯·阿羅塞梅納，巴拿馬政治家，巴拿馬第15任總統
- 弗蘭克·金登-沃德，英國植物學家和探險家

### 15日
- 埃斯特爾·泰勒，美國女演員

### 16日
- 羅莎琳·富蘭克林，英國晶體學家

### 17日
- 麗塔·蒙塔納，古巴歌手、鋼琴家和女演員

### 18日
- 莫裡斯·加梅林，法國將軍

### 19日
- 比利·梅雷迪思，威爾士足球運動員

## 5月

### 2日
- 亨利·科尼利厄斯，南非出生的導演

### 5日
- 詹姆斯·布蘭奇·卡貝爾，美國作家

### 9日
- 及川古志郎，日本海軍上將

### 19日
- 羅納·考爾門，英國演員，曾獲奧斯卡最佳男主角獎
- 玛丽·普伊玛诺娃，捷克斯洛伐克詩人和小說家
- 賈杜納特·薩卡爾，印度歷史學家

### 20日
- 弗雷德里克·弗朗索瓦-馬薩爾，法國第59任總理

### 26日
- 康斯坦丁·坎塔庫齊諾，羅馬尼亞飛行員

### 29日
- 胡安·拉蒙·希門尼斯，西班牙作家，諾貝爾獎獲得者

## 6月

### 9日
- 羅伯特·多納特，英國演員

### 16日
- 纳吉·伊姆雷，匈牙利政治家，匈牙利第44任總理（已處決）
- 內魯·拉莫斯，巴西政治家，巴西第20任總統

### 20日
- 库尔特·阿尔德，德國化學家，諾貝爾獎獲得者

### 24日
- 喬治·奧頓，加拿大運動員

## 7月

### 5日
- 族長維肯蒂耶二世

### 14日
- 政變期間被殺：
  - 伊拉克國王費薩爾二世（被暗殺）[10]
  - 伊拉克親王阿布杜勒·伊拉（遇刺身亡）[10]
  - 易卜拉欣·哈希姆，約旦律師和政治家，3次約旦首相

### 15日
- 努里·赛义德，伊拉克政治家，伊拉克第7任總理

### 18日
- 亨利·法爾曼，法國飛行員和飛機公司創始人

### 25日
- 哈裡·華納，美國製片廠主管

### 27日
- 克萊爾·李·陳納德，美國飛行員和將軍，飛虎隊隊長

## 8月

### 1日
- 阿爾伯特·史密斯，英國出生的美國舞台魔術師、電影導演和製片人[11]

### 2日
- 蜜雪兒·納瓦拉，義大利西西裡黑手黨老大

### 8日
- 芭芭拉·貝內特，美國女演員

### 12日
- 奥古斯塔斯·奥斯利·斯坦利，美國政治家，肯塔基州州長

### 14日
- 比格·比爾·布朗齊，美國藍調歌手、作曲家[12]
- 弗雷德里克·约里奥-居里，法國物理學家，諾貝爾化學獎獲得者[13]

### 16日
- 何塞·多明格斯·多斯桑托斯，葡萄牙政治家，葡萄牙第89任總理
- 保羅·潘澤，德國演員

### 21日
- 斯蒂文·赫裡斯蒂奇，南斯拉夫作曲家
- 庫爾特·諾依曼，德國電影導演

### 22日
- 羅傑·馬丁·杜·加爾，法國作家，諾貝爾獎獲得者

### 24日
- 約翰內斯·格哈杜斯·斯揣敦，南非第五任總理

### 26日
- 雷夫·佛漢·威廉斯，英國作曲家

### 27日
- 欧内斯特·劳伦斯，美國物理學家，諾貝爾獎獲得者[14]

## 9月

### 11日
- 漢斯·葛籣迪格，德國藝術家
- 羅伯特·威廉·瑟夫，蘇格蘭出生的加拿大詩人

### 16日
- 阿爾瑪·貝內特，美國女演員

### 23日
- 沃爾特·奧托，德國古典語言學家

### 25日
- 约翰·布罗德斯·华生，美國心理學家

### 27日
- 阿道夫·薩拉查，西班牙歷史學家、作曲家和外交官

### 28日
- 阿雷·梅里坎托，芬蘭作曲家[15]

### 30日
- 塔塔納什維利莊園，蘇聯將軍

## 10月

### 9日
- 庇護十二世，天主教教宗

### 11日
- 莫里斯·德·弗拉芒克，法國畫家

### 14日
- 道格拉斯·莫森，澳大利亞地質學家和極地探險家

### 16日
- 米哈利斯·蘇伊烏爾，希臘作曲家

### 17日
- 塞爾索·貝尼尼奧·路易吉·科斯坦蒂尼，義大利羅馬天主教紅衣主教和傑出人物

### 24日
- 乔治·爱德华·摩尔，英國哲學家

### 29日
- 佐伊·艾金斯，美國劇作家、詩人和作家

## 11月

### 4日
- 山姆·津巴厘斯特，美國電影製片人

### 11日
- 安德烈·巴赞，法國電影評論家和理論家

### 15日
- 泰隆·鮑華，美國演員。[16]

### 19日
- 維托裡奧·安布羅休，義大利將軍

### 24日
- 第一代切爾伍德的塞西爾子爵羅伯特·塞西爾，英國政治家和外交官，諾貝爾和平獎獲得者[17]

### 27日
- 阿圖爾·羅津斯基，波蘭指揮家
- 格奥尔基·达米扬诺夫，保加利亞共產主義政治家，國民議會主席團主席兼國家元首[18]

### 30日
- 休伯特·威爾金斯，澳大利亞探險家

## 12月

### 4日
- 何塞·瑪麗亞·卡羅·羅德裡格斯，智利羅馬天主教紅衣主教和傑出人物

### 5日
- 派特雷·博哈裡，巴基斯坦幽默家

### 8日
- 特里斯·史畢克，美國棒球運動員（克利夫蘭印第安人隊）和美國職業棒球大聯盟名人堂成員

### 12日
- 斯洛博丹·約萬諾維奇，塞爾維亞知識份子和政治家
- 米盧廷·米蘭科維奇，南斯拉夫數學家、天文學家、氣候學家和地球物理學家

### 15日
- 沃尔夫冈·泡利，奥地利物理学家

### 21日
- 利翁·福伊希特万格，德國小說家和劇作家
- H.B.華納，英國演員

### 27日
- 穆斯塔法·梅利卡-克魯亞，阿爾巴尼亞第16任總理

### 29日
- 多麗絲·漢弗萊，美國舞蹈家和編舞家[19]